# Philipp Frank
Philipp Frank (Viena (Austria), 20 de marzo de 1884-Cambridge (Massachusetts), 21 de julio de 1966) fue un físico, matemático e influyente filósofo durante la primera mitad del siglo XX, además de un empirista lógico miembro del Círculo de Viena.
Frank estudiaba Físicas en la Universidad de Viena y se gradúa en 1907 con una tesis sobre la Física teórica bajo la supervisión de Ludwig Boltzmann. Albert Einstein lo recomienda como su propio sucesor para el profesorado de la Universidad Carolina de Praga, posición en la que Frank se mantuvo desde 1912 hasta 1938. Emigra entonces a los Estados Unidos y se convierte en profesor de Física y Matemáticas de la Universidad Harvard.
Era colega y admirador tanto de Ernst Mach como de Albert Einstein, atribuyendo al propio Mach en conferencias dadas durante la Segunda Guerra Mundial la siguiente expresión gráfica del Principio de Mach:
Cuando el metro traquetea, son las estrellas fijas las que te tiran al suelo.
Al comentar esta formulación del principio, Frank señaló que Ernst Mach eligió el metro como ejemplo porque éste muestra que los efectos inertes no están protegidos por la masa de la tierra. La acción de las masas distantes sobre la masa del conductor de metro es directa e instantánea. Es obvio que el Principio de Mach, así expuesto, no encaja con la concepción de Albert Einstein sobre el retardo de toda acción distante.
- Datos: Q79177